# Клудно-Старе
Клудно-Старе (пол. Kłudno Stare) — село в Польщі, у гміні Гродзиськ-Мазовецький Ґродзиського повіту Мазовецького воєводства.
Населення — 200 осіб (2011).
У 1975-1998 роках село належало до Варшавського воєводства.

## Демографія
Демографічна структура станом на 31 березня 2011 року:
|          | Загалом | Допрацездатний вік | Працездатний вік | Постпрацездатний вік |
| -------- | ------- | ------------------ | ---------------- | -------------------- |
| Чоловіки | 94      | 16                 | 73               | 5                    |
| Жінки    | 106     | 23                 | 63               | 20                   |
| Разом    | 200     | 39                 | 136              | 25                   |